# Synthesetool
Ein Synthesetool (dt. »Synthesewerkzeug«) ist eine Software, die in der digitalen Mikroelektronik bei der Erzeugung von Chips und FPGAs verwendet wird.

## Allgemeines

Digitaler Synthese-Flow am Beispiel einer Chip-Synthese

Bei der Synthese digitaler Schaltungen wird die gewünschte Funktion des späteren Chips aus selbst erzeugten- oder in einer Bibliothek verfügbaren Schaltungselementen (bei ASICs als Standardzellen-Bibliothek bezeichnet) zusammengesetzt. Mit diesem Werkzeug überträgt man dabei die zuvor in einer Hardwarebeschreibungssprache (meist VHDL oder Verilog) beschriebene Schaltung in eine Netzliste. Meist wird dabei in mehreren Stufen vorgegangen, z. B. beim Bottom-up-Ansatz: Erst werden Teile der Gesamtschaltung synthetisiert, dann das Gesamtsystem aus diesen Teilen zusammengesetzt.
Andere Stufen können z. B. das Einfügen von Verschaltungen und Zellen zur Unterstützung von Selbsttestverfahren (z. B. Scan Test) umfassen.
Anschließend kann die Netzliste für das endgültige Chip-Layout platziert und verdrahtet werden. Bei FPGAs werden die Elemente virtuell platziert, indem die Teilfunktionen auf die physikalischen Ressourcen verteilt werden.
Neuere Synthesewerkzeuge verwischen die Grenzen dieser Designstufen, indem sie Platzierung und Verdrahtung mit- bzw. vorausberechnen und so eine zumindest vorplatzierte Netzliste liefern (engl. physical synthesis). Die Verdrahtung hat bei heutigen Hochgeschwindigkeits-ICs einen wesentlichen Einfluss auf die internen Verzögerungszeiten und damit auf die Leistung. Das Syntheseprogramm versucht die Effekte durch Layoutoptimierungen, Umplatzieren und Anpassung von Treiberstärken in den Griff zu bekommen.

## Werkzeuge
Kommerziell erhältliche Synthese-Werkzeuge für digitale Schaltungen sind z. B.:
- XST von Xilinx
- Design Compiler und Synplify, beide von Synopsys
- Encounter RTL Compiler von Cadence
- Leonardo Spectrum von Mentor Graphics.

## Analogtechnik
Für die Analogtechnik gibt es keine allgemeinen Synthesetools, aber immerhin einige für spezielle Anwendungsbereiche, wie z. B. für Filter oder HF-Anpassschaltungen. Es gibt auch Schaltungskataloge und Firmen, die Standardlösungen auch für den Analogbereich anbieten. Dabei ist viel mehr Handarbeit notwendig als im Digitalbereich, und es existiert auch keine weitverbreitete Verhaltens- und Synthesesprache.
Digitale Schaltungen lassen sich relativ leicht auf neue Technologien anpassen, dies ist bei Analogschaltungen viel schwieriger.